# PGO Motive Power
 (avril 2022).
Pour l’article homonyme, voir PGO (entreprise) pour le constructeur automobile.
PGO Motive Power (chinois traditionnel : 摩特動力商標) est une marque de scooters et de quads fabriqués par Motive Power Industry à Taïwan à partir de 1964.

## Historique
L'entreprise fait partie du conglomérat industriel Yeu Tyan Machinery depuis ses débuts. PGO commence à créer et fabriquer des scooters à Taïwan dès 1964.
De 1972 à 1982 sont construits des scooters sous licence du constructeur Piaggio ; c'est aussi à ce moment que la marque définit son nom avec les trois lettres P, G et O issues de la marque italienne.
Le constructeur fabrique sa propre gamme de scooters à partir de 1985.
En France, la marque taïwanaise est importée à deux reprises : une première au début des années 90 qui connu les modèles Star 50, 80 et Comet et une seconde dans les années 2000. PGO décide de se retirer complètement du marché européen en 2017.
En 1991, PGO a produit 45000 scooters dont 46% ont été exportés.
En 2006, Jack Wang Group et China Development Industrial Bank investissent conjointement dans la société PGO. La marque est aujourd'hui plus largement diffusée sur les marchés asiatiques et américains et se diversifie avec la production de véhicules à énergie fossile mais aussi électrique.

## Gamme

### Scooters et quads importés en France

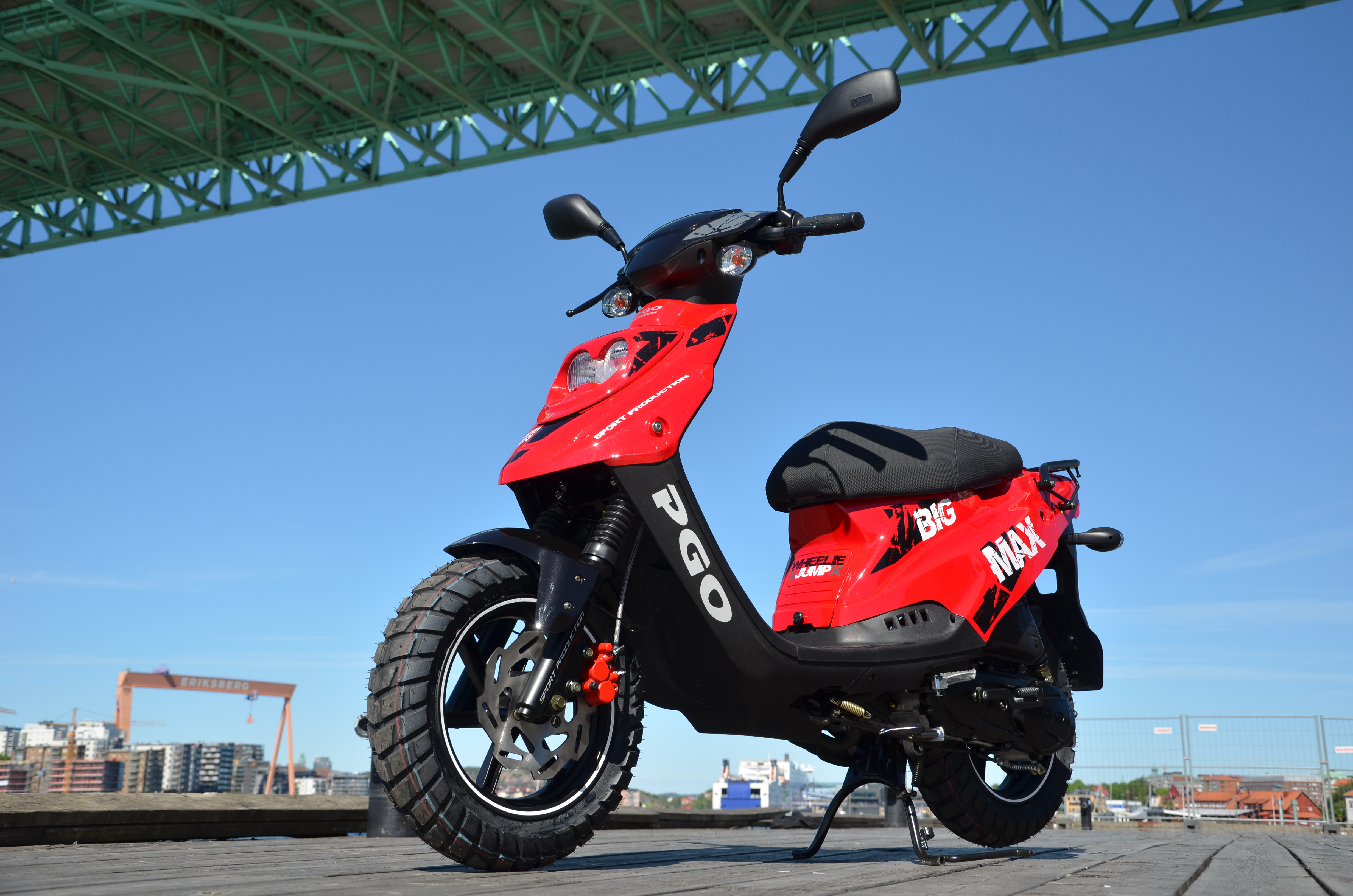
Scooter PGO Big Max 50.

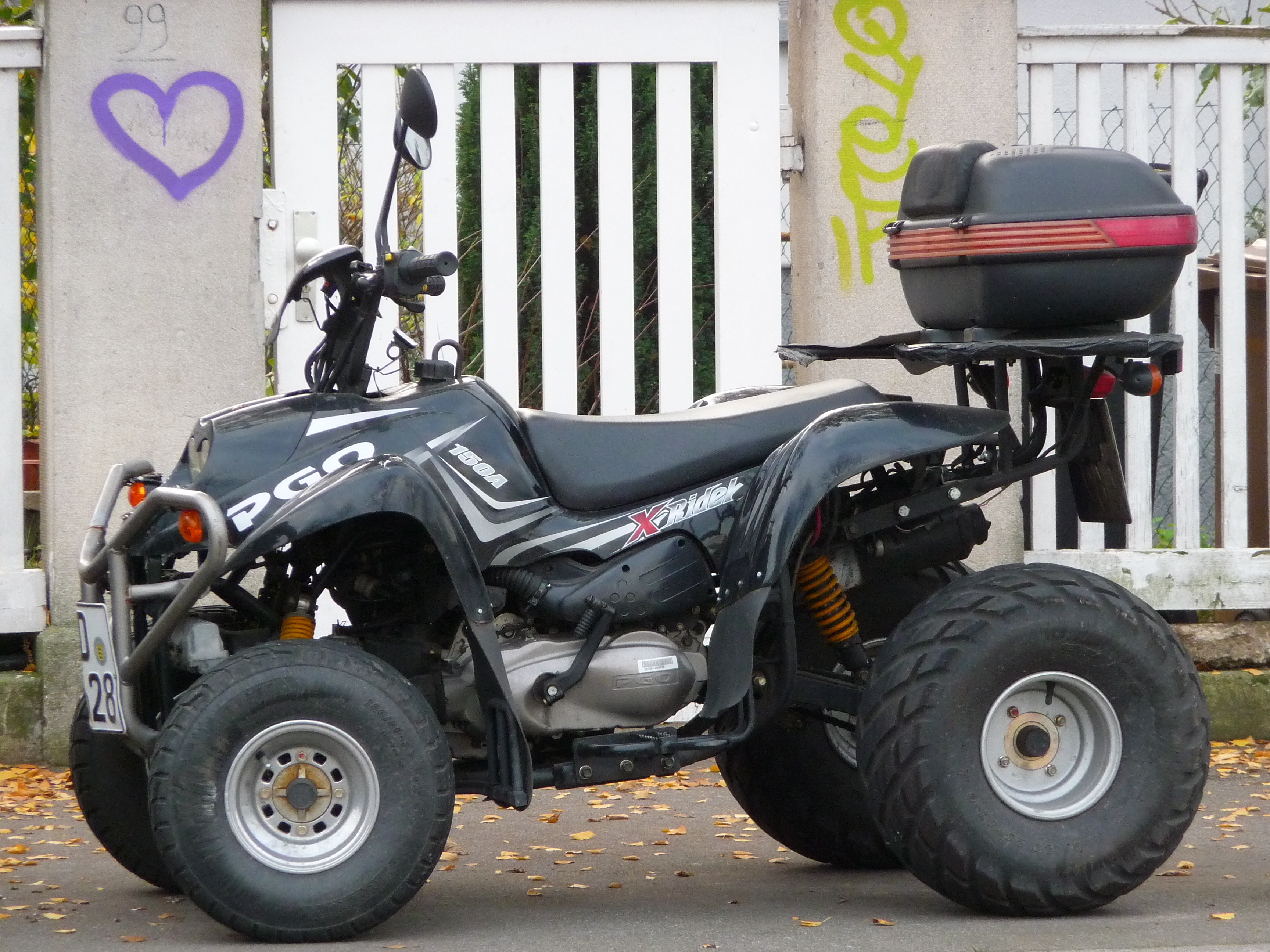
Quad PGO A150 X-Rider.

- Star
- Comet
- Big Max
- Ligero
- T-Rex
- J-Bubu
- Libra
- G-Max
- Bug Racer
- X-Rider